# Замша

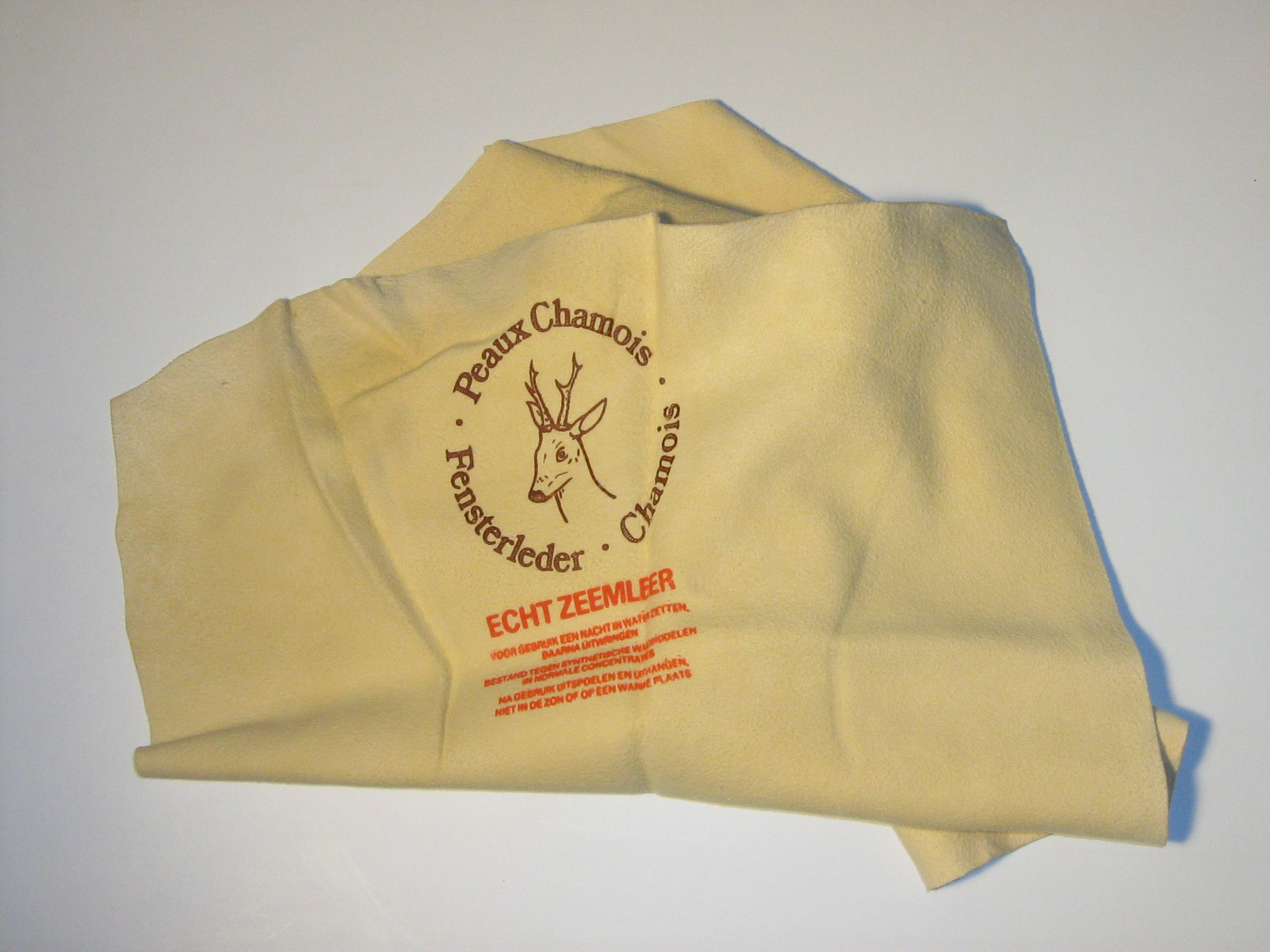
Натуральная замша

Замша — кожа, выработанная жировым и формальдегидно-жировым способами дубления из шкур оленей (самая высококачественная замша), лосей, шкуры телят (опоек) и коз. Замша имеет густой, низкий и блестящий ворс. Замша не имеет лицевого слоя, так как его удаляют перед дублением. Шлифуют замшу и с лицевой стороны и с бахтармы. Замша может иметь толщину от 0,7 до 1,5 мм. Замша — самая мягкая, пористая и тягучая кожа, с высокой воздухо- и паропроницаемостью. Замша при соприкосновении с водой поглощает до 400 % влаги, сильно набухает и становится водонепроницаемой, а после высушивания остается мягкой.
В Европе XVII века (в меньшей степени в XVIII и начале XIX веков) также широко применялась толстая замша — buff (от англ. buffalo hide — буйволова, бычья кожа).
Выпускается искусственная замша, например, алькантара, которая применяется для обивки салона автомобилей и обивки мебели для сидения и лежания, и визуально напоминает натуральную, но имеет отличные свойства. Искусственную замшу также используют в производстве верхней одежды.

## Этимология
Согласно словарю Фасмера, русское слово «замша» образовано от польского zamsz, которое через ниж.-нем. semesch происходит от франц. chamois («серна»). От названия того же животного происходит обозначение замши в других европейских языках:
- Франция: suède, chamois, daim.
- Английский язык: suede, chamois leather, chamoisleather, chamois, chammy, wash-leather, oil-leather.
- Германия — Sämischleder, Sämischgares Leder, Veloursleder, Hunting-Leder.
- Польша — zamsz (с нем. Sämischleder) — замша; ircha (лат. hircus — коза) — протирочная замша из кожи овцы и других животных (также искусственная); но похожее giemza (с нем. Gämse — серна), иначе тоже zamsz или szewro (франц. chamois — серны, Chèvre — коза) — это не замша, а кожа козы хромового дубления.

Во Франции собственно замша именуется «шведскими перчатками» (фр. gants de Suède), откуда происходит ещё одна популярная словоформа (англ. suede). Во многих языках существуют синонимы с более широким значением, обозначающие как замшу, так и велюр.

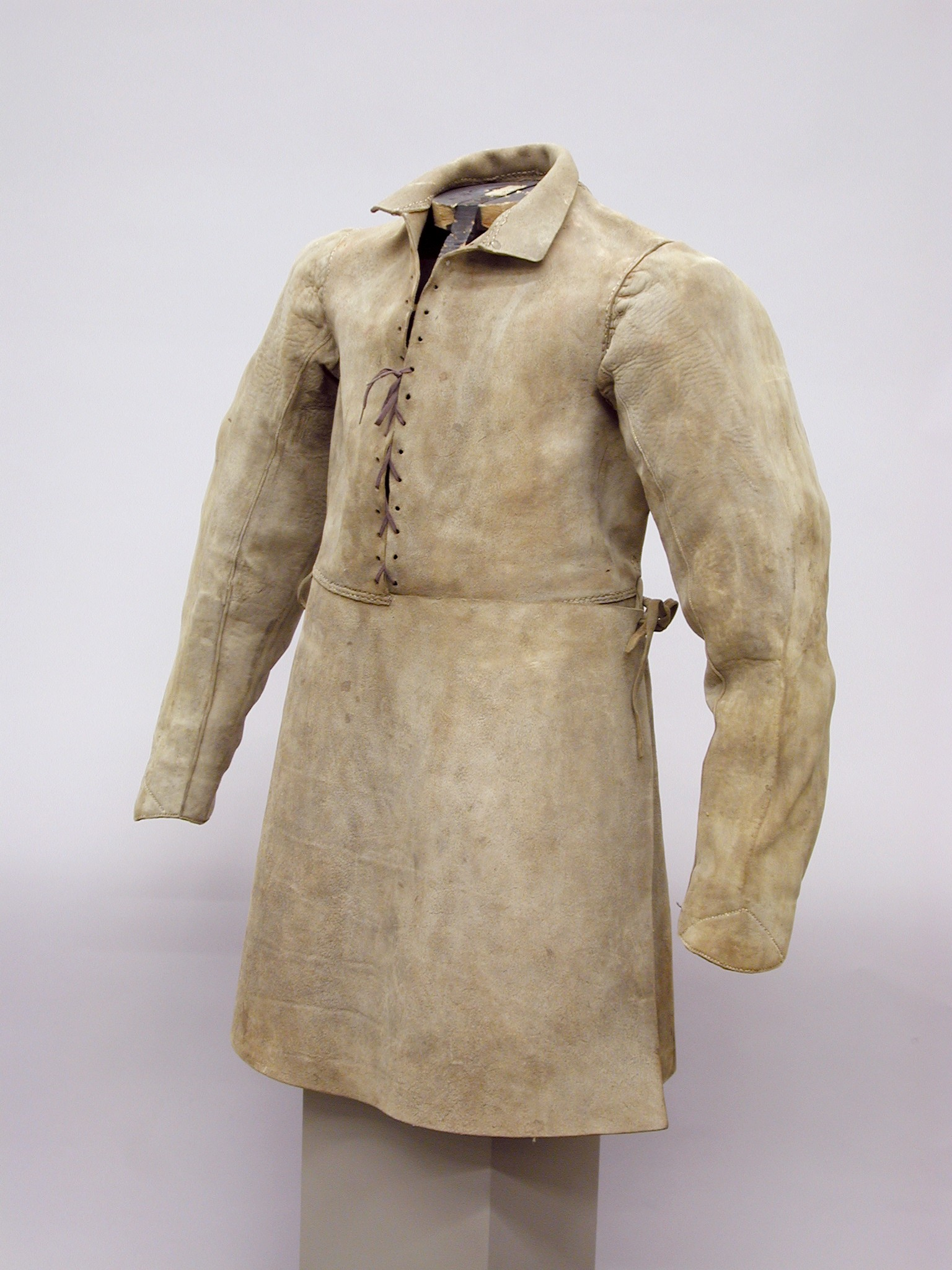
Куртка из толстой замши (buff coat)

## История
Хотя обработка кожи жиром, в том числе и рыбьим, применялась с древности, но особую перчаточную кожу методом «замшевания» (chamoisage, chamoiserie, chamoising, Fettgerberei) стали производить где-то до 1709 г. около Biarritz на юго-западе Франции, где было обнаружено, что обработанная тресковым жиром подготовленная кожа любого козевидного животного, в том числе и серны, приобретает особое гигроскопическое свойство.
В Россию технология замши пришла через Польшу, где производства замши (zamszownictwa) имелись в XV—XVI вв. и назывались производствами мягкой кожи (białoskórnictwa). Они были наиболее развиты в городах Гданьске, Кракове и Львове (zamszownicy ormiańscy).
Известно, что в Новгороде производством замши занимались особые кожевники — «ирешники» (от «ирха» — замша). В архангельской губернии её называли «вежь» (от вежить или очищать кожу) и «мездрянка» (от мездрить).

## Выделка и свойства

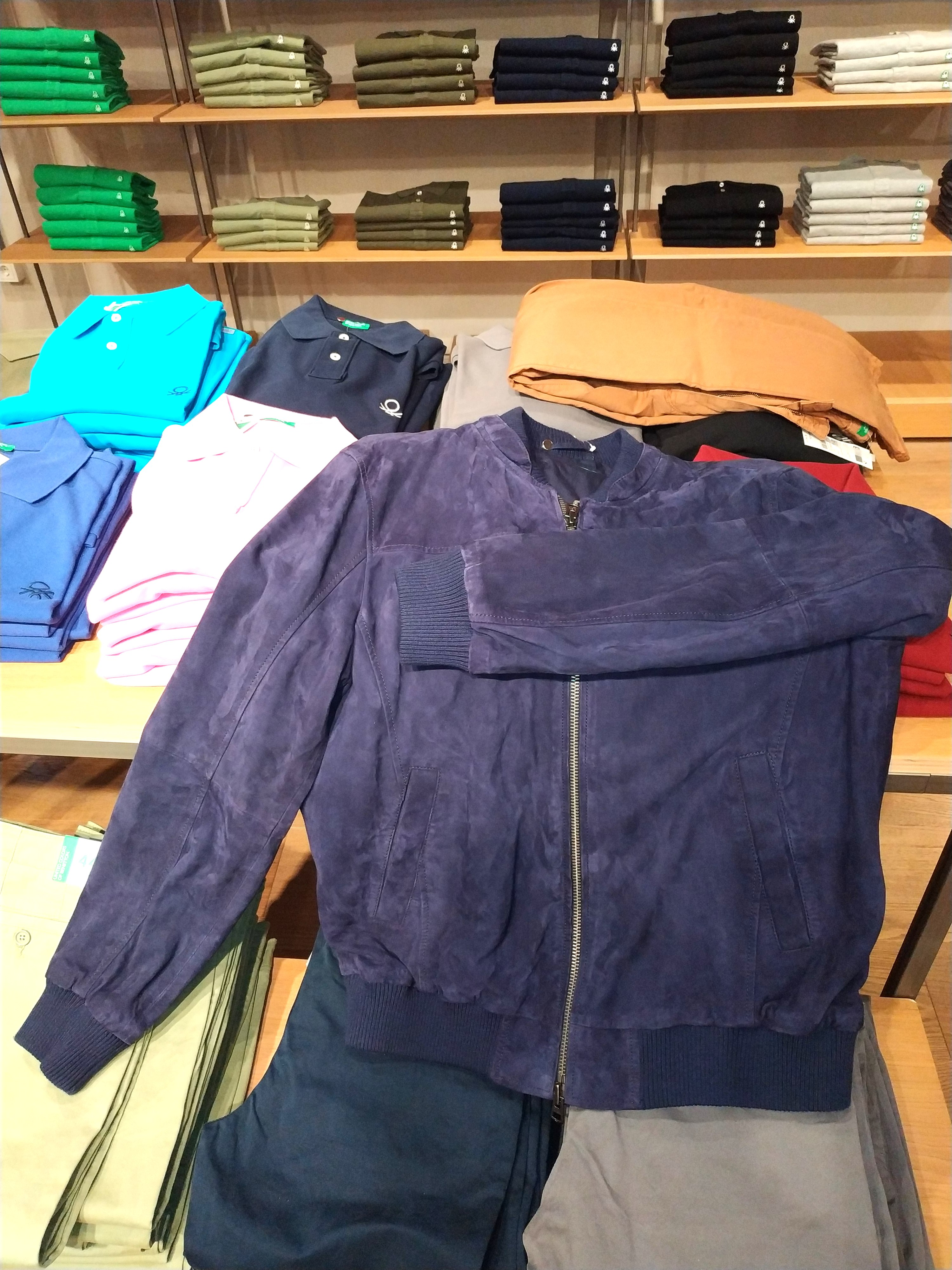
Куртка из мягкой замши

Замша отличается тонкостью, мягкостью, тягучестью и бархатистостью обеих поверхностей (замша из самого тонкого сырья может сохранять лицевой слой). Водоупорна и выдерживает пребывание в воде, почти не теряя качества, даже после мытья в мыльной воде.
Первоначально для замши бралась только кожа европейской серны. Позднее перешли на овчину, козлину и кожу свиней. При производстве замши подготовленное сырьё подвергается особому процессу — замшеванию, то есть пропитке некоторыми видами «активных» (непредельных) жиров, которые имеют высокую долю содержания ненасыщенных жирных кислот — жирами рыб (в основном, трески) и некоторых морских млекопитающих (тюленей, китов) (ворвань), а также копытным маслом, костным жиром, льняным маслом и рядом других жиров животного и растительного происхождения. Внутри кожи происходит окисление жиров и при этом создаётся устойчивая химическая связь с коллагенными волокнами кожи. Замшевое дубление используется и при производстве мехов, так как водоотталкивающие свойства замши полезны для процесса их окраски, с необходимым погружением в растворы.
При другом способе выделки сначала используется обработка формальдегидом, а затем уже замшевание.
Для более полного протекания процесса жирования применяют специальные машины — ударные мялки.
При выделке толстой buff использовались кожи коровы или лося. При этом так же, как и при производстве тонкой замши, снимался лицевой слой и применялся тресковый жир. Но эта кожа не подвергалась операции пушения, поэтому не была бархатистой.

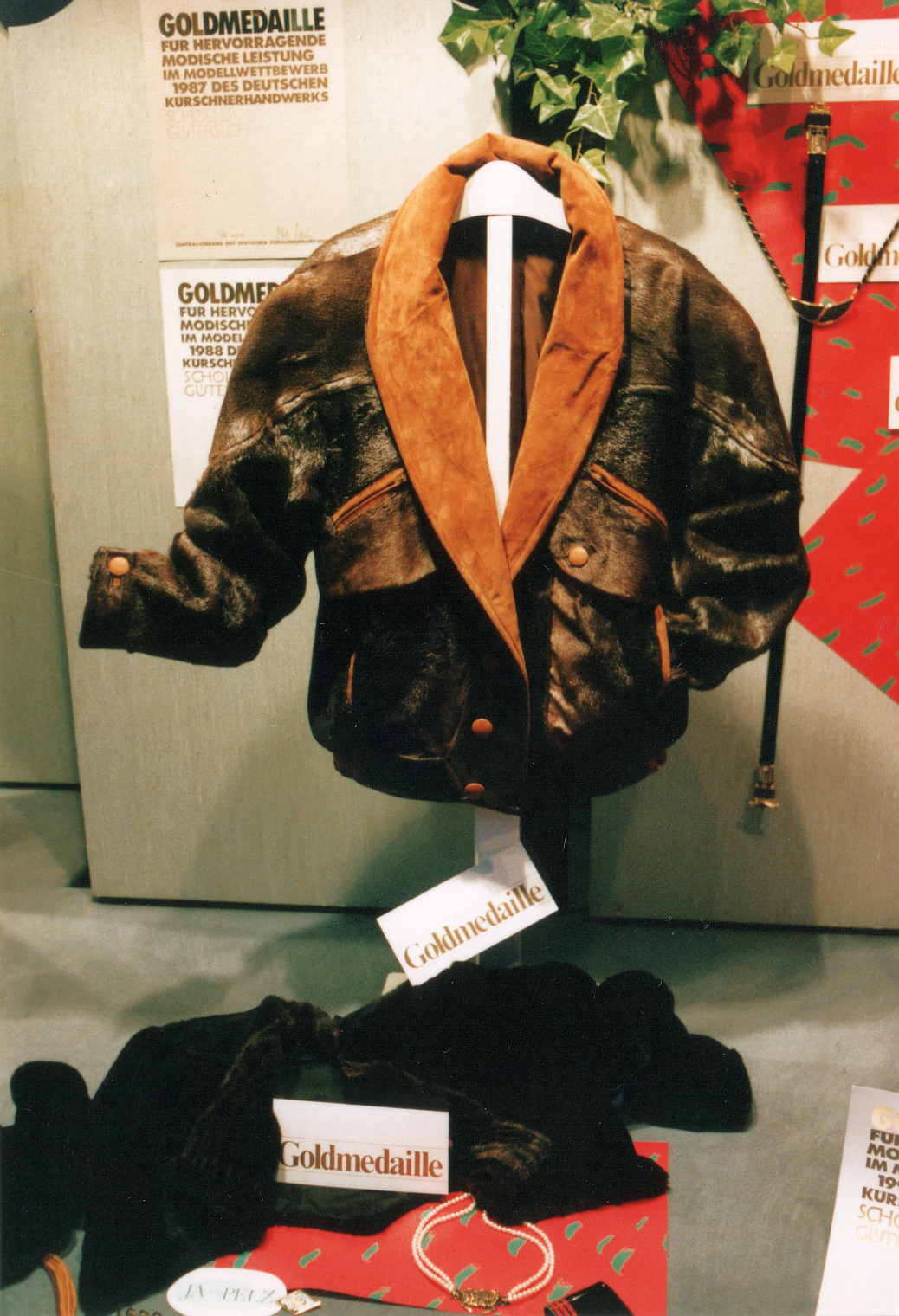
Мужской жакет из замши

## Применение
Замша применяется при изготовлении одежды, обуви, галантерейных товаров. Благодаря высокой мягкости и хорошим изоляционным свойствам она используется для изготовления перчаток. В настоящее время замша часто применяется для изготовления традиционной одежды вместо сыромятной кожи (оленья кожа, ровдуга).
Толстая замша buff по большей части использовалась для шитья военного обмундирования, в том числе и для поддоспешного. Применялась также для одежды охотников и путешественников (см. Buff coat).
Высокая мягкость, устойчивость к мытью, высоким температурам, щёлочи и противоаллергическое качество имеют важное значение для использования замши в ортопедии.
В технике замша применяется, например, при шлифовке линз, а также для протирки оптических и других поверхностей. Иногда используется в топливных фильтрах. Раньше замша использовалась также для очистки ртути.